# جائزة الهند الكبرى 2013
جائزة الهند الكبرى 2013 هو سباق فورمولا 1 أقيم بتاريخ 27 أكتوبر 2013 في حلبة بوداه الدولية، أتر برديش، الهند. كان السادس عشر من أصل 19 في بطولة العالم لسباقات الفورمولا واحد موسم 2013. حلّ سباستيان فيتل أولا بينما جاء نيكو روسبيرغ في المركز الثاني وحصل على المركز الثالث الفرنسي رومان غروجان.